# Marc Robin
Pour le terroriste, voir Marc Robin (terroriste)
 (février 2017).
Marc Robin, né en 1943 à Paris, est un photographe français. 
Il effectue ses études de photographie au sein de l’Art Center College of Design, à Los Angeles. En 1965, il est le plus jeune diplômé de sa promotion[réf. nécessaire]. Au cours de sa carrière, Marc Robin réalise de nombreuses campagnes publicitaires, et cela pour de grandes marques telles que Citroën, Philip Morris, Cacharel for men, Air France, Fiat, Guerlain, Lanvin, Mercedes-Benz, L'Oréal, Dior. Il travaille également sur des longs-métrages ainsi que pour des magazines comme le Twen, en Allemagne, et Cuisine Magazine en France, de 1969 à 1970. 

## Biographie
Marc Robin est le fils unique d’un père restaurateur et chef cuisinier, René Robin, et d'Huguette Dumaître. D’origine française, il n'a jamais étudié à Paris : durant toute son enfance, lui et sa mère suivront son père, de ville en ville, de restaurant en restaurant. Il étudie ainsi à Montréal, à Chicoutimi (Canada), puis à Détroit (Michigan) et à San Francisco, pour terminer à Los Angeles. 
C’est en 1961 à l’âge de 17 ans qu'il est gradué d'Hollywood High School et est accepté à l’Art Center College of Design. En 1965, se voyant prédisposé pour la mode et la beauté, il retourne à Paris afin de commencer sa carrière. Il exécute ses toutes premières campagnes publicitaires, touche à tout, en passant du parfum Lanvin à la sauce tomate anglaise de la marque Cross & Blackwell. La campagne publicitaire pour les parfums Molyneux marque un tournant dans la vie du photographe : il rencontre le metteur en scène Jean-Gabriel Albicocco, et se voit proposer de photographier le tournage du film Le Grand Meaulnes d'après le livre d'Alain-Fournier,.
Marc Robin parcourt le monde et signe de nombreuses campagnes publicitaires, toutes plus diverses les unes que les autres (Nestlé, Coca-Cola, Marlboro, Pierre Cardin, BMW…). Il reçoit entre autres, en 1982, au  Festival de la pub à Cannes, la Palme du meilleur film publicitaire, un Lion d’Or Cinéma et le Grand Prix Publicitaire de Communication Stratégie pour son film Téléfunken (Production R. Franco),. La même année, il est également promu Premier Prix national de l’affiche en France pour la marque de jeans Lois. Il est ainsi l’auteur de plus de 1 200 campagnes publicitaires.
Depuis, il se consacre exclusivement à l’écriture de scénarios pour des longs-métrages, et au Fine Art.

## Œuvres
En parallèle, le photographe continue d’effectuer ses propres travaux personnels. Marc Robin se dit posséder une sensibilité toute particulière pour la beauté des corps, et aime les photographier[Interprétation personnelle ?]. Il est fasciné par la pureté et l’élégance des femmes. En 1994, il se consacre à la réalisation de Mama Africa, une exposition composée de 120 photographies illustrant les plus grandes troupes de danse noire du monde en mouvement. Au fil des années, ce projet évolue en un autre, Black Beauty.

## Prix et distinctions
- 1970 - 1971  : Récompense reçue pour la publicité de la marque « La Maison du café », Agence McCann Ericsson, DC Ray Stollerman[5],[6],[7],[8],[9].
- 1970 - 1971 : Récompense reçue pour la publicité de la marque « Lubin », Agence Intermarco Elvinger, AD Serges Lucas[10].
- 1972 : Récompense reçue pour la publicité de la marque « Rosières », Agence FCA, AD Edouard Nicolas[11].
- 1972 : Récompense reçue pour la publicité de la marque « Kit & Kat », Ted Bates, AD Jacques Henocq[12],[13],[14].
- 1973 : Récompense reçue pour une publicité de la marque « Lanvin », Agence Elvinger, AD Serge Lucas[15],
- 1974 : Récompense reçue pour la publicité de la marque « Spil Huit Lingerie », Agence Moors & Warot, PDG Jacques Warot[16],[17].
- 1979 : Prix de l’Affiche reçue pour la publicité de la marque de jeans « Lois », Agence Taurus, AD Gérard Clerc[18].
- 1979 : Récompense reçue pour la publicité de la marque « Archimode », Agence pétrole, AD Christopher Sand[19],[20].
- 1982 : Palme du meilleur film publicitaire reçu au Festival de la Pub à Cannes pour le film Eden Is a Magic World par Telefunken[4].
- 2004 : Prix Stratégies du catalogue touristique pour la station Méribel (Rhone- Alpe), Agence de publicité Arc à Lyon[réf. nécessaire].

## Expositions collectives
- Le Grand Meaulnes, Centenaire d’Alain Fourrier, Mairie du 11e arrondissement, Paris, France, 2013[3].
- Le Grand Meaulnes Projection du Making of sur le tournage du film de Jean-Gabriel Albicocco avec Brigitte Fossey & Alain Libolt, Médiathèque de Bourges, France, 2013[21].
- Revu Fine Art Palm Desert, Californie, USA, 2014-2015.

## Expositions personnelles
- « La Photographie dans tous ses états » Galerie Saint-Rémy-l'Honoré, Paris, France, 2002.
- « Enchanted Waters » Galerie Héléne Chantereau, Paris, France, 1999.
- « Mama Africa » Espace Vega de Pierre Cardin, France, 1995[22].
- Exposition pendant le Mois de la Photo à l’agence de publicité HDM, Paris, France, 1990.